# Saint-Lyé
Saint-Lyé is een gemeente in het Franse departement Aube (regio Grand Est). De plaats maakt deel uit van het arrondissement Troyes. Saint-Lyé telde op 1 januari 2022 2.867 inwoners.

## Geografie
De oppervlakte van Saint-Lyé bedroeg op 1 januari 2022 32,7 vierkante kilometer; de bevolkingsdichtheid was toen 87,7 inwoners per km².
De onderstaande kaart toont de ligging van Saint-Lyé met de belangrijkste infrastructuur en aangrenzende gemeenten.

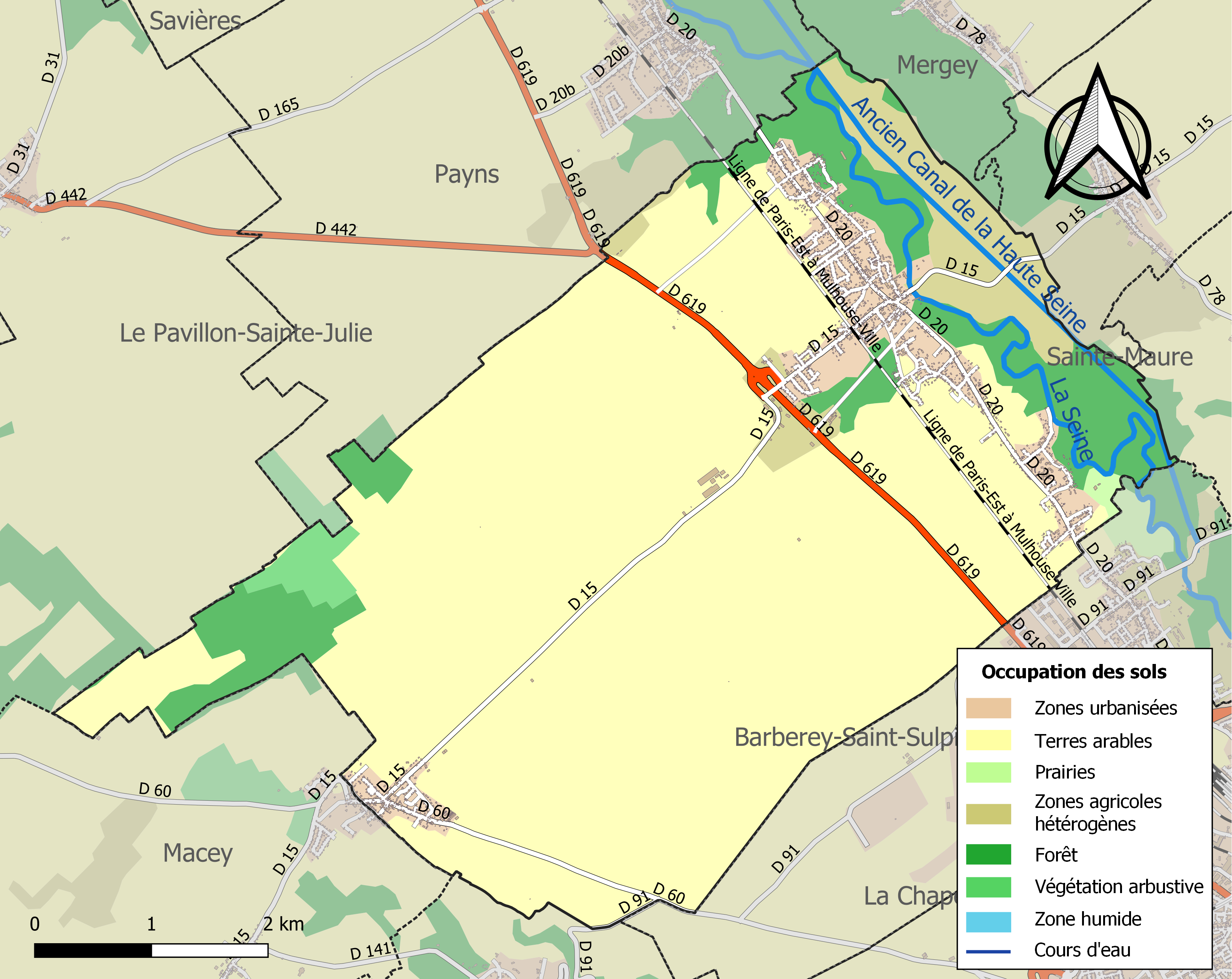

## Demografie
Onderstaande figuur toont het verloop van het inwonertal (bron: INSEE-tellingen).

Vanwege een beveiligingsprobleem met de MediaWiki Graph-software is het momenteel niet mogelijk deze grafiek weer te geven. Zodra de software is bijgewerkt zal de grafiek vanzelf weer zichtbaar worden.